# Guriurius
Genre
Guriurius est un genre d'araignées aranéomorphes de la famille des Salticidae.

## Distribution
Les espèces de ce genre se rencontrent au Brésil, en Uruguay et en Argentine.

## Liste des espèces
Selon World Spider Catalog (version 23.0, 15/04/2022) :
- Guriurius minuano Marta, Bustamante, Ruiz & Rodrigues, 2022
- Guriurius nancyae Marta, Bustamante, Ruiz & Rodrigues, 2022

## Publication originale
- Marta, Bustamante, Ruiz, Teixeira, Hagopián, Brescovit, Valiati & Rodrigues, 2022 : « A new huriine genus and notes on morphological characters (Araneae: Salticidae: Salticinae). » Zootaxa, no 5124(4), p. 431-457.